# Temporada do Real Madrid Club de Fútbol de 2018–19
O Real Madrid participou em 2018 e 2019 dos seguintes torneios: Troféu Santiago Bernabéu, Copa Internacional dos Campeões, La Liga, Copa do Rei, Liga dos Campeões da UEFA e Copa do Mundo de Clubes da FIFA.

## Elenco
Última atualização: 27 de julho de 2024.

## Uniformes

### Uniformes atuais
| Primeiro Uniforme | Segundo Uniforme | Terceiro Uniforme |  |

### Uniformes dos goleiros
- Camisa, calção e meias verdes-cinza;
- Camisa azul, calção e meias azuis;
- Camisa amarela, calção e meias amarelas.

| Primeiro | Segundo |  | Terceiro |  |

### Uniformes de treino
- Camisa branca, calção e meias brancas.
- Camisa preta, calção e meias pretas.

| Cores do Time · Cores do Time · Cores do Time · Cores do Time · Cores do Time | Cores do Time · Cores do Time · Cores do Time · Cores do Time · Cores do Time |  |

### Material esportivo e patrocinadores
| Período       | Material Esportivo | Patrocinadores |
| ------------- | ------------------ | -------------- |
| 1980–1982     | Adidas             | Nenhum         |
| 1982–1985     | Adidas             | Zanussi        |
| 1985–1989     | Hummel             | Parmalat       |
| 1989–1991     | Hummel             | Reny Picot     |
| 1991–1992     | Hummel             | Otaysa         |
| 1992–1994     | Hummel             | Teka           |
| 1994–1998     | Kelme              | Teka           |
| 1998–2001     | Adidas             | Teka           |
| 2001–2002     | Adidas             | Nenhum         |
| 2002–2005     | Adidas             | Siemens Mobile |
| 2005–2006     | Adidas             | Siemens        |
| 2006–2007     | Adidas             | BenQ Siemens   |
| 2007–2013     | Adidas             | bwin.com       |
| 2013–Presente | Adidas             | Fly Emirates   |